# جیب پر از چاودار
جیب پر از چاودار (به انگلیسی: A Pocket Full of Rye) رمانی جنایی از آگاتا کریستی است.
این کتاب که از مجموعه داستان‌های خانم مارپل می‌باشد در ۹ نوامبر ۱۹۵۳ در بریتانیا توسط انتشارات کولینز کرایم کلوب و در همان سال توسط انتشارات داد، مید اند کمپانی در آمریکا. به چاپ رسیده‌است.
قیمت کتاب در بریتانیا ۱۰ شلینگ و ۶ پنسی و در آمریکا ۲٫۷۵ دلار بوده‌است.

## داستان
جسد مرد ثروتمندی در حالیکه جیبش پر از دانه‌های چاودار است پیدا می‌شود. کمی بعد همسر مرد ثروتمند و یکی از خدمتکاران، یعنی گلادیس (که سابقاً برای خانم مارپل کار می‌کرد)، نیز کشته می‌شوند.
خانم مارپل به خانه مرد ثروتمند رفته و بعد از ماجراهایی قاتل را پیدا می‌کند.